# Aeroitba Petrel 912i
Aeroitba Petrel 912i (з ісп. Буревісник) — експериментальний спортивний літак сконструйований студентами і викладачами аргентинського Технологічного інституту Буенос-Айреса (ITBA). Розробка літака ведеться з 2005 року. Вперше, літак був представлений 11 березня 2007 року на виставці "Convención en vuelo", організована «Асоціацією експериментальної авіації», на аеродромі імені генерала Родрігеса (провінція Буенос-Айрес).
Спроектований на базі американського літака Rans S-6 Coyote.

## Тактико-технічні характеристики
Основні характеристики
- Екіпаж: 1
- Пасажиромісткість: 2 пасажири
- Вантажопідйомність: 220 кг
- Довжина: 6,1 м
- Висота: 1,75 м
- Розмах крила: 9,6 м

- Маса порожнього: 315 кг
- Максимальна злітна маса: 535 кг
- Силова установка: 1 × поршневий Rotax 912  80 к.с. ( )

Льотні характеристики
- Крейсерська швидкість: 150 км/год